# Irenek Khan
Irenek Khan (Russisch: Иренек хан) is een Russische band, afkomstig uit de deelrepubliek Chakassië.

## Biografie
Irenek Khan is een Chakassische etno-rockgroep die werd opgericht in 2007. In de oorspronkelijke bezetting zat ook Maksim Kobjakov, maar in november 2008 stierf hij.
Sinds 2008 heeft de groep deelgenomen aan tal van lokale en internationale festivals. Zo won de groep op 22 oktober 2016 de Chakassische voorselectie voor het Türkvizyonsongfestival 2016.

## Muziekstijlen
Irenek Khan voert vooral muziek uit in het genre van Chakassische en Altajse folklore. Verder maakt de groep gebruik van traditionele elementen en instrumenten, waaronder boventoonzang, luit, khomys en morin khuur.